# アミュコス

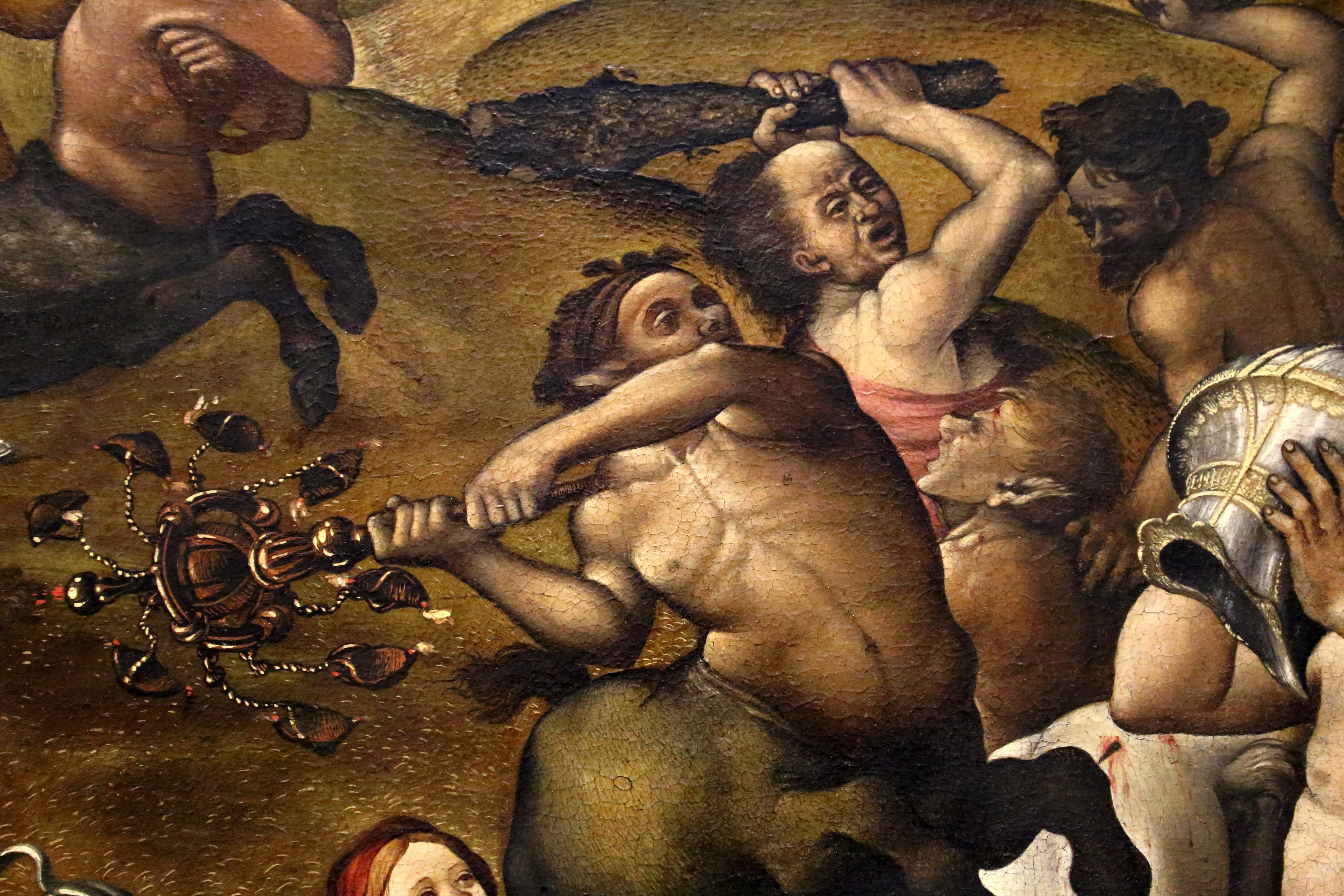
燭台で戦うケンタウロスのアミュコス。ピエロ・ディ・コジモの絵画『ラピテス族とケンタウロスの戦い』（部分）。1500年頃から1515年頃。ロンドン・ナショナル・ギャラリー所蔵。

アミュコス（古希: Ἄμυκος, Amykos, 英: Amycus）は、ギリシア神話の人物である。主に、
- ケンタウロスの1人
- ポセイドーンの子

のほか数人が知られている。以下に説明する。

## ケンタウロスの1人
このアミュコスは、ラピテース族の王ペイリトオスとヒッポダメイアの結婚式に出席したケンタウロスの1人。オピーオーンの子。オウィディウスの『変身物語』によると、ラピテース族とケンタウロスとの間に激しい戦いが起きたとき、アミュコスは聖域から蝋燭に灯がともされた燭台を奪い取り、高く振り上げてラピテース族の戦士ケラドーンの額を殴りつけて殺した。しかしペラテースは楓の木で造られたテーブルの足を抜き取り、アミュコスを打ち殺した。

## ポセイドーンの子
このアミュコスは、ビーテューニア地方のベブリュケス人の王である。海神ポセイドーンとビーテューニア地方のニュムペーであるメリアー、あるいは残虐なエジプト王ブーシーリスの娘メリアーの子で、ミュグドーンと兄弟。
アミュコスは暴虐な王であった。彼は支配地を訪れる異邦人に対して自分と拳闘試合をしないうちは立ち去ることを許さず、こうして近隣の多くの人間に拳闘を挑ませて殺した。また鉄の産地をめぐってマリアンデューノイ人の王リュコスと対立していた。
アルゴナウタイがビ－テューニア地方に立ち寄ったとき、アミュコスは彼らの素性や旅の目的を問うこともせずに、傲慢にも最も強い者を拳闘の試合のために差し出すよう要求した。この要求はアルゴナウタイの怒りを買ったが、とりわけディオスクーロイの1人ポリュデウケースが激しく怒り、すぐさま立ち上がって拳闘試合に応じた。両者は海岸の砂浜で激しく打ち合ったが、ポリュデウケースに耳の上を打たれ、骨を砕かれて死んだ。試合を見守っていたベブリュケス人は報復しようとしたが、アルゴナウタイはひるむことなく返り討ちにすると残った者たちは逃げた。その後、アルゴナウタイはアミュコスの羊の群れを船に運んで出航した。
ウェルギリウスの叙事詩『アエネーイス』では、アミュコスの子孫を称したブーテースという人物がいたと語られている。

## その他のアミュコス
- トロイア王プリアモスの息子の1人[14]。兄弟のディオーレースとともにトゥルヌスに討たれた[15]。
- アイネイアースとともにイタリアへと航海したトロイア人の1人[16]。
- トロイア人ミマースの父[17]。